# ナイトノイズ
ナイトノイズ（Nightnoise）は、アイルランド人ミュージシャンのミホール・オ・ドーナルを中心に結成されたバンド。当初はアメリカを拠点に活動していたが、後にメンバーの生地であるアイルランドに移る。

## 来歴
ドーナル・ラニー率いるボシー・バンドで活動していたミホール・オ・ドーナルは、アメリカのオレゴン州ポートランドに渡り、アメリカ人ヴァイオリニストのビリー・オスケイと共にナイトノイズを結成。ウィンダム・ヒル・レコードとの契約を得て、1984年にデビュー。その後、ブライアン・ダニングと、ミホールの妹トリーナ・ニ・ゴーナルが加入し、セカンド・アルバム『時は幻』（1987年）以降は4人編成のバンドとして活動。
アルバム『ひき汐』（1990年）を最後にビリー・オスケイが脱退し、後任としてスコットランド人のジョニー・カニンハムが加入。これにより、ナイトノイズはメンバー全員がケルト人となり、音楽的にもトラッド音楽からの影響を取り入れていった。また、かねてよりナイトノイズのファンであった遊佐未森のミニ・アルバム『水色』（1994年）に、4人全員がゲスト参加。
1996年、ジョニーを除く3人がアイルランドに帰国。その後、ホワイト・ホース・スタジオでのセッションと、帰国直前のライブ音源を一部収録したアルバム『ホワイト・ホース・セッションズ』を発表。ヴァン・モリソンのカバー「ムーンダンス」も含む内容で、結果的には、同作がナイトノイズ最後のアルバムとなった。また、北アイルランド出身のジョン・フィッツパトリックが、ジョニーの後任として加入。帰国後のバンドは、遊佐未森のアルバム『roka』（1997年）へのゲスト参加や、テレビ番組出演などの活動を行うが、アルバムはリリースされなかった。2003年、ナイトノイズは解散。中心人物のミホール・オ・ドーナルは2006年に死去。

## メンバー
- ミホール・オ・ドーナル (Mícheál Ó Domhnaill) - ギター、ピアノ、キーボード、ホイッスル

アイルランド人
- ビリー・オスケイ (Billy Oskay) - ヴァイオリン、ヴィオラ、キーボード

アメリカ人、1990年脱退
- ブライアン・ダニング (Brian Dunning) - フルート、パンパイプ、ホイッスル

アイルランド人
- トリーナ・ニ・ゴーナル (Tríona Ní Dhomhnaill) - ピアノ、クラビネット、ホイッスル、ボーカル

アイルランド人
- ジョニー・カニンハム (Johnny Cunningham) - フィドル

スコットランド人、1990年加入・1996年脱退
- ジョン・フィッツパトリック (John Fitzpatrick) - フィドル

北アイルランド人、1997年加入

## ディスコグラフィ

### スタジオ・アルバム
- 『ナイトノイズ』 - Nightnoise (1984年) ※ビリー・オスケイ&マイケル・オドネル（ミホール・オ・ドーナル）名義
- 『時は幻』 - Something of Time (1987年)
- 『世も果てて』 - At the End of the Evening (1988年)
- 『ひき汐』 - The Parting Tide (1990年)
- 『シャドウ・オブ・タイム』 - Shadow of Time (1993年)
- 『記憶の岸辺』 - A Different Shore (1995年)
- 『ホワイト・ホース・セッションズ』 - The White Horse Sessions (1997年)

### コンピレーション・アルバム
- 『アクエリアス』 - A Windham Hill Retrospective (1992年)
- 『アイランド・オブ・ホープ・アンド・ティアーズ～ネオ・ケルティック・アンサンブル』 - Island of Hope and Tears - Neo-Celtic Ensamble (1997年)
- 『ナイトノイズ〜ベスト・コレクション』 - Pure Nightnoise (2006年)